# Atelomycterus marnkalha
Atelomycterus marnkalha is een vissensoort uit de familie van de Atelomycteridae. De wetenschappelijke naam van de soort is voor het eerst geldig gepubliceerd in 2007 door Jacobsen & Bennett.